# Confine tra Repubblica Democratica del Congo e Zambia
Il confine tra la Repubblica Democratica del Congo e lo Zambia ha una lunghezza di 2332 km e va dal triplice confine con l'Angola a ovest, fino al triplice confine con la Tanzania a est.

## Descrizione
Il confine ripercorre in gran parte i bordi del cosiddetto Peduncolo del Congo, una porzione di territorio congolese che si protende da nord verso sud-est circondato interamente dallo Zambia.
Il tracciato parte da ovest al triplice confine con l'Angola e segue in via generale lo spartiacque tra i bacini del Congo-Lualaba a nord e dello Zambesi a sud. Nella sua parte orientale, il confine è delimitato principalmente dal fiume Luapula e dal lago Mweru. Nella sua parte finale una linea retta parte dalle sponde del lago, nei pressi della città congolese di Pweto, fino ad arrivare al triplice confine con la Tanzania posto sul Lago Tanganika.
Il confine separa le province congolesi di Lualaba e Alto Katanga da cinque province zambiane, Nord-Occidentale, Copperbelt, Centrale, Luapula e Settentrionale.

## Storia

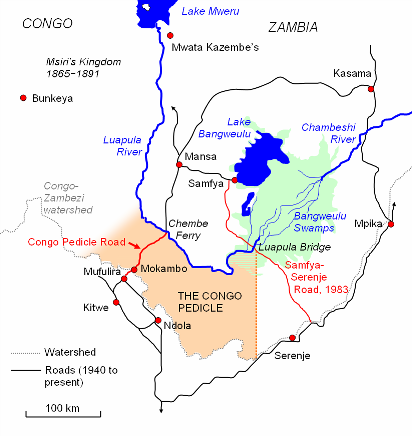
Mappa del Peduncolo del Congo che mostra il Congo, lo Zambia, il fiume Luapula, lo spartiacque Congo-Zambesi, la Congo Pedicle Road, la strada Samfya-Serenje

Il confine tra i due paesi emerse emerse durante la Spartizione dell'Africa, in un periodo di intensa competizione tra le potenze europee nel tardo XIX secolo per il controllo dei territori africani. Il processo culminò nella Conferenza di Berlino del 1884, la quale riconobbe al re Leopoldo II del Belgio il titolo di capo di Stato sovrano dell'Associazione internazionale del Congo, divenuto in seguito Stato Libero del Congo. La British South Africa Company del magnate britannico Cecil Rhodes governava le aree corrispondenti alla Rhodesia meridionale. La regione del Katanga sud-orientale era invece controllata dal regno di Yeke. Sia i belgi che i britannici erano interessati all'area del regno di Yeke e volevano sottoscrivere dei trattati con il sovrano M'siri per soddisfare le loro ambizioni coloniali. Nel 1891 dopo una spedizione militare belga, M'siri venne ucciso da un ufficiale belga e da allora le forze coloniali belghe e britanniche si contrapposero sui limiti tra le due aree d'influenza. Una prima delimitazione del confine venne espressa nel 1894 e riguardarono sia l'Equatoria, una regione appartenente all'odierno Sudan del Sud che il segmento di confine sul lago Tanganica. La parte prospiciente meridionale del Katanga rappresenta l'ultimo tentativo di espansione territoriale di Leopoldo che rivendicava il fiume Luapula come il confine orientale e lo spartiacque Congo-Zambesi come confine meridionale. Queste rivendicazioni rappresentano la base dell'odierno confine congo-zambiano.
Il re d'Italia Umberto I fu chiamato per arbitrare la controversia. Una linea nord-sud di 90 miglia fu tracciata dal punto in cui si riteneva che il Luapula emergesse dalle paludi che circondavano il lago Bangweulu fino allo spartiacque dello Zambesi. Lo scopo di Leopoldo era quello di garantire al Katanga l'accesso alle zone umide ricche di pesce della zona.
L'amministrazione dello Stato libero del Congo venne rilevata dal governo belga nel 1908 e tra il 1911 e il 1914, a causa della natura paludosa dell'area, una commissione di confine anglo-belga spostò la linea tracciata dal re d'Italia un po' più a ovest, in un punto più identificabile del fiume.
Dal 1927 al 1933 una seconda commissione anglo-belga fu inviata per delimitare ulteriormente il confine tra il Congo belga e la Rhodesia settentrionale.
Dopo la seconda guerra mondiale la Gran Bretagna, con il permesso del Belgio, costruì un collegamento non asfaltato attraverso il Katanga chiamato Congo Pedicle Road, che si rivelò fondamentale per la Rhodesia settentrionale britannica e in seguito per lo Zambia indipendente poiché consentì un collegamento più breve tra le province di Copperbelt e Luapula.
In seguito alla decolonizzazione il Congo belga ottenne l'indipendenza (come Repubblica del Congo, in seguito ribattezzata Repubblica Democratica del Congo) il 30 giugno 1960. Tra il giugno 1960 e il gennaio 1963 l'area del Katanga è stata de facto indipendente con il nome di Stato del Katanga. Nel 1964 l'ex protettorato britannico della Rhodesia del Nord divenne indipendente come Repubblica di Zambia e da allora il confine divenne condiviso tra due stati pienamente sovrani.
Un trattato firmato nel 1989 dalla Repubblica Democratica del Congo e dallo Zambia risolse una controversia ereditata dall'era coloniale riguardante la delimitazione dei confini terrestri e lacustri tra il Lago Mweru e il Lago Tanganica.
Nell'agosto 2021, gli esperti dei due paesi si sono incontrati per discutere la demarcazione dei confini dei due paesi.

## Attraversamento del confine
La strada zambiana T3, che diventa N1 sul lato congolese (nei pressi della città di Kasumbalesa), è la principale arteria di collegamento tra i due paesi.